# África Show
Sport Clube África Show is een Kaapverdische voetbalclub. De club speelt in het voetbalkampioenschap van Boa Vista (eilanddivisie), waarvan de kampioen deelneemt aan het Kaapverdisch voetbalkampioenschap, de eindronde om de landstitel. De club bevindt zich in de stad Rabil op het eiland Boa Vista.
Behalve voetbal, wordt er bij África Show ook gebasketbalt en aan atletiek gedaan.

## Erelijst
- Beker van Boa Vista: 1

2011
- Openingstoernooi van Boa Vista: 1

2008
11 Estrelas · Académica Operária · África Show · Desportivo · Juventude do Norte · Sal Rei · Sanjoanense · Sporting